# Bernstein (Band)
Bernstein ist eine deutsche Synthpop-Band aus Limburg, die aus den Mitgliedern Jens Eufinger, Frank Weiß und Dirk Eufinger besteht. Sie haben ein Studio in Hessen.

## Diskografie
Ihr Debüt-Album Lichtwärts erschien im Jahre 2008. Der Gesang und Sound lässt sich mit Heppner, Depeche Mode und Wolfsheim vergleichen. Die Single Tanz mein Engel erschien am 10. Juli 2009. Zusammen mit dem Musikprojekt Schiller entstand der Song Heaven. Der Text des Songs Paradies stammt von 3typen. Tanz mein Engel erreichte Platz 16 der Trendcharts.
Mit Paradies gab es eine Vorab-Single, das Video dazu wurde in Dänemark auf der Insel Rømø gedreht. Das Video zu Tanz mein Engel entstand in Kairo. Dort wurde auch das Making-of gedreht und später in Rheinmaintv gesendet. 
Am 12. Juli 2009 wurde ihre Single Tanz mein Engel erstmals im ZDF live dem Publikum vorgestellt.
Für die Zusammenarbeit Schiller feat Bernstein mit dem Song Heaven erhielt die Band die Auszeichnung Goldene Schallplatte. Weitere Zusammenarbeit mit anderen Künstlern waren z.B: Cassandra Steen, Schiller, Emilia (Big Big World).